# Трансформери: Роботи під прикриттям
«Трансформери: Роботи під Прикриттям» (англ. Transformers: Robots in Disguise) — американський анімаційний телесеріал для дітей, продовження «Трансформери: Прайм». Спродюсований Hasbro Studios і Darby Pop Productions в Сполучених Штатах, і анімований Polygon Pictures в Японії. Серіал має інакший візуальний стиль, взятий від попередника, а Роберто Орсі і Алекс Куртцман, виконавчі продюсери «Трансформери: Прайм», не повернулися для роботи над ним.
В Україні прем'єра першого сезону на телеканалі «ПлюсПлюс» відбулася 15 травня 2015 року. Другий сезон стартував на «ПлюсПлюс» 19 травня 2016 року, а з 8 грудня по 14 грудня 2016 року стартувала перша частина третього сезону. Друга частина третього сезону вийшла 7 січня 2017 року на німецькому телеканалі «Cartoon Network» «Трансформери: Роботи під Прикриттям — Сила Об'єднання».
Українською мовою мультсеріал дубльовано студією «1+1». Ролі озвучували: Олександр Завальський, Ніна Касторф, Дмитро Завадський та Андрій Мостренко.

## Сюжет

### Перший сезон (2015)
Після перемоги Автоботів минуло кілька років. Відродження Кібертрона дало свої плоди: з'являються все нові покоління Трансформерів. Бамблбі став досвідченим поліцейським Кібертрона, і, незважаючи на свою популярність, він хоче бути простим миротворцем. На Землі не згадують конфлікт Автоботів і Десептиконів. Але все змінюється, коли Бамблбі бачить видіння від Оптімуса Прайма. Екс-лідер Автоботів просить свого учня повернутися на Землю, позаяк над планетою нависла нова загроза. З допомогою хулігана Сайдсвайпа і кадета Елітної Гвардії Стронґарм, Бамблбі вирушає на Землю. Їхня мета — виявити розбитий на Землі корабель-в'язницю для Десептиконів «Алкемор» і його начальника, міні-бота Фіксита, який отримав поранення. Бамблбі, Стронґарм і Сайдсвайп дізнаються від Фіксита, що «Алкемор» був в'язницею для двохсот Десептиконів, але після краху всі вони втекли, і тепер Автоботи повинні знайти втікачів і помістити назад в стазисні-капсули. На Землі в загін Бамблбі відразу вступають четверо: міні-кон Фіксит, люди Денні Клей і Рассел Клей і Динобот Ґрімлок (колишній в'язень «Алкемора»). Протягом сезону загін Бамблбі, до якого пізніше приєдналися Автобот Дріфт з міні-конами Сліпстрімом і Джетстормом, жінка-Автобот Віндблейд і сам Оптімус Прайм, бореться із загоном Десептиконів на чолі зі Стілджо. В кінці сезону Десептикони побудували портал, щоб повернути першого Десептикона — Меґатронуса. Але Автоботи у важкому бою здолали Десептиконів і помістили їх в стазис-капсули, та здолали колишнього Прайма; проте Стілджо вдалося втекти.

### Другий сезон (2016)
Після поразки Меґатронуса минув тиждень. Автоботи продовжують боротися з Десептиконами, які до цих пір знаходяться на Землі. Стілджо тим часом все ще на волі. Він намагається об'єднати навколо себе всіх вцілілих спільників. Паралельно формується група Десептиконів на чолі з Ґлоустрайк, Скорпоноком і Сайбергорном. Після того, як один з Праймів — Мікронус Прайм — забрав залишки Іскр Праймів у Оптімуса, екс-лідер Автоботів серйозно ослаб, і Бамблбі вирішив розділити Загін на дві групи: Команда Висадки і Команда Бамблбі. Автоботи зустрічають незвичайних Десептиконів — злочинців з Кібертрона, яких немає в базі даних «Алкемора». Дві команди возз'єднуються. На Землю повертається Автобот Ретчет разом зі своїм міні-коном Андертоуном. Вони знаходять укриття Десептиконів під назвою «Острів Десептиконів», яке було зроблено з половини «Алкемора». Після перемоги Автоботів, Оптімус Прайм, Ретчет, Віндблейд і міні-кони відновлюють «Алкемор» і вирушають на Кібертрон. Бамблбі і решта Загону в свою чергу залишаються на Землі.
Після подій «Десептиконського Острова», команда Бамблбі вирушає на другу першу базу Команди Прайм, знищену Меґатроном. Там знаходять десептекона Паралона з міні-коном Баззстрайком. Стронґарм і Фіксит вирушають на найпершу базу Команди Прайм, знаходять десептикона Скаттерспайка з міні-коном Сотуфом. Команда Клемптрапа шукала реліквії Великої війни. У них були партнерські відносини з групою міні-конів під назвою «Вейпеназер». Вони знайшли Темний Зоряний Меч у океані. Несподівано повертається Старскрім після подій «Повстання Предаконів» з трійкою мисливців за головами — Шейдлоком, РафЕджем і Рейзоргорном, і забирає Темний Зоряний Меч собі. Коли Старскрім дізнається від Фіксита, що Бамблбі на землі, то бере його у полон. У той момент, коли Старскрім узяв Бамлблбі у полон, повертається Оптімус Прайм. Старскрім розказує Бамблбі свої плани щодо об'єднання вейпеназерів для помсти автоботом і Меґатрону, за те що він покинув лави десептиконів у скрутну годину. Коли Старскрім отримав всю силу вейпеназерів проти нього продався убій Сайдсвайп, і вік звільнив Айроболта. Оптімус Прайм об'єднанався з ним для битви проти Старскріма. Зусиллям команди Бамблбі і Оптімуса Прайма, Старскрім був переможений а Вейпеназери міні-кони були звільнені. У наслідок цього, мисливці за головами, Темний Зоряний Меч, і Старскрім вирушили з Оптімусом Праймом у космос до старих друзів. Вейпеназери міні-кони вирушили туди де їх ніхто і ніколи не знайди, команда Бамблбі залишилася шукати реліквії на Землі.

### Третій сезон: Сила Об'єднання (2017)
Через деякий час після своєї перемоги над Старскрімом і Скевенджерами, Команда Бі перетинається з Стантиконами, групою Десептиконів, що складається з Мотомастера, Дреґстріпа, Слешмарка, Гітсікера та Вайлдбрека, які можуть об'єднатися у великого Менасора. Щоб боротися з цією новою загрозою, автоботам необхідно навчитися поєднуватись, стаючи Ультра Бі.
Після поразки Стантиконів, Оптимус Прайм забирає на свій корабель десептиконів, щоб він міг повернути їх у Кібертрон. Він також запрошує Дріфта та його студентів міні-конів супроводжувати його на спеціальній місії. Тим часом Саундвейв знову намагається втекти з Тіньової зони, за сприяння групи активаторів міні-конів, а також Стілджо, Андербайта, Тандергуфа, Квілфаєра та Клемпдауна також повертаються, щоб створити більше проблем для автоботів, намагаючись захопити Команду Бі для їх таємничих благодійників на Кібертроні, які організували прощення їхніх відповідних злочинів. Зрештою, Саундвейв втікає з Тіньової зони і перебуває також у союзі з таємничими благодійниками Стілджо, але зазнає поразки від Команда Бі, перш ніж він зміг активувати маяк, щоб викликати Меґатрона, а згодом Оптимус Прайм повертається на Кібертрон. Пізніше виявляється, що загадкові благодійники Саундвейва та Стілджо — Вища рада Автоботів, які насправді є проникливими десептиконами — Циклонусом, Сайберварп, Ріотґейром, Скайджек та Тредшоком — і мають плани вторгнення на Землю. Після битви за долю як Землі, так і Кібертрона, Вища рада у своїй комбінованій формі Ґальватронуса в кінцевому підсумку зазнає поразки від Ультра Бі, а автоботи наводять порядок у Кібертроні. З утворенням нової Вищої ради Автоботів Команда Бі повертається жити на Землю в якості амбасадорів і продовжує захищати її від будь-яких можливих майбутніх загроз.

## Персонажі

### Команда Бамблбі
- Бамблбі — Командир загону, колись служив в команді Прайм. Ветеран війни між автоботами і обманоїдами. Після закінчення війни займав скромну посаду лейтенанта поліції. Викликаний Оптімусом на Землю, випадково приводить із собою двох автоботів. Зібравши свою команду, він намагається зміцнити в ній свою позицію як лідера. Озброєний лазерним пістолетом, а також особливим пристроєм під назвою «Мисливець на обманоїдів», здатним перетворюватися в будь-яку зброю (Бамблбі в основному використовує його як спис). Трансформується в автомобіль.

- Стронґарм — Кадет Елітної Гвардії автоботів. Стала напарницею Бамблбі, щоб навчитися у нього всього того, чого колись Бамблбі навчався у Оптімуса. Разом з Сайдсвайпом вирушила на Землю з Бамблбі. Дотримання правил — її головний життєвий принцип (саме це, в кінцевому підсумку, і привело її на Землю, оскільки, згідно зі статутом Елітною Гвардії, кадет в свою зміну повинен ПОСТІЙНО супроводжувати старшого офіцера), і привід для конфліктів з Сайдсвайпом, який ігнорує правила. Озброєна лазерним пістолетом і плазмовою гарматою, що нагадує арбалет, пізніше «мисливцем на десептиконів», а також коротким мечем. Трансформується в поліцейський позашляховик.

- Сайдсвайп — молодий автобот, переповнений енергією, яку йому на Кібертроні абсолютно нікуди дівати, крім як на всілякі хуліганські витівки. Був затриманий Бамблбі і Стронґарм, і в кінцевому підсумку разом з ними (причому проти своєї волі) прибув на Землю. Там він був звільнений (щоб не бути тягарем). Згодом зустрічає підлітка Рассела Клея і обманоїда Андербайта. Після погоні від обманоїда стає членом команди. Одне з його улюблених занять — постійно сперечатися зі Стронґарм. Озброєний мечем, пізніше «мисливцем на десептиконів», дуже швидкий і спритний. Трансформується в спортивний автомобіль. (Закоханий в Віндблейд).

- Фіксит — Мінікон, доглядач тюремного корабля «Алкемор», який розбився на Землі. Відразу ж приєднався до загону Бамблбі. Через свої мініатюрні розміри майже ніколи не бере участі в операціях, але здатний постояти за себе. Він дуже активний, імпульсивний, товариський і надмірно добродушний, часом трохи «глючить». Основна функція: постачання інформації про обманоїдів; також виконує роль медика. Трансформується в ручний універсальний інструмент, також має форму танка-дрилі.

- Ґрімлок — Дінобот, був одним із в'язнів «Алкемора». Незважаючи на свою приналежність до десептиконів, відразу ж приєднався до загону Бамблбі. Ґрімлок в хороших відносинах з усіма автоботами, проте він трохи зарозумілий і полюбляє вихваляти свою силу. Пізніше отримав емблему автобота. Ґрімлок нічим не озброєний, але володіє колосальною силою і є основною фізичною силою в команді. Страждає айлурофобією — панічно боїться земних кішок; крім того, боїться лоскоту. Любить танцювати і грати в футбол

- Дріфт — Чесний і благородний самурай, що, однак, не заважає йому бути «мисливцем за головами». Коли за упіймання Бамблбі (за несанкціоноване використання космічного моста і «викрадення» двох автоботів) призначили винагороду, Дріфт не упустив цей шанс, але поява його суперника — Фракшера, порушило його плани. Побачивши злагоджену роботу команди Бамблбі, Дріфт перестав бачити в ньому мету і покинув планету Земля. У Дріфта є 2 мінікона-помічника: Джетсторм і Сліпстрім, які також є його учнями, і коли Джетсторм покинув Дріфта, тому довелося знову прибути на Землю, але цього разу він вирішив залишитися. Альт-форма Дріфта автомобіль, озброєний двома мечами.

### Вейпеназери Міні-Кони
- Айроболт — Орел Вейпеназер Міні-Кон, який може перетворитися на білий і синій кишеньковий щит, пізніше скомбінувався з Оптімусом Праймом для битви проти Старскріма.

- Баззстрайк — це Вейпеназер Міні-Кон, який може трансформуватися в червону сокиру. Він був партнером Паралона, пізніше контролював Бамблбі.
- Сотуз — Риба монстр Вейпеназер Міні-Кон, який може трансформуватися в темно — синій тризуб. Він був партнером Скаттерспайком, пізніше скомбінувався з Стронґарм для битви проти Скавенджерів.

- Трайсерашот - Вейпеназер Міні-Динобот, який може трансформуватися в помаранчевий гарматний бластер. Він був партнером з Термідора, пізніше об'єднався з Ґрімлоком для битви проти Скавенджерів.

- Віндстрайк — Жінка Вейпеназер Міні-Кон, яка може перетворитися на світло — блакитний меч, пізніше контролювала Сайдсвайпа.
- Башбрейкер — це Вейпеназер Міні-Кон, який може перетворитися на великий світло — блакитний молоток, він був партнером Клемптрапа, пізніше контролював Ґрімлока.
- Лансеон — це Вейпеназер Міні-Кон, який може перетворитися в жовтий і фіолетовий меч, пізніше контролював Дріфта.

### Інші
- Оптімус Прайм — Лідер автоботів. Після героїчної самопожертви проходить навчання в якомусь «вимірі Праймів». Час від часу дає поради Бамблбі, посилаючи йому бачення. Через кілька днів його «воскресили з мертвих» для битви з Меґатронусом. Після перемоги над ним залишився на Землі в загоні Бамблбі. Потім покидає команду і летить на Кібертрон, але повертається назад для битви проти Старскріма, і після поразки Старскріма повертається у космос до старих друзів.

- Балкхед —автобот громило і друг ґрімлока

- Віндблейд — Дівчина-автобот, зобов'язана своїми здібностями самому Праймусу. Її головна мета — перемагати десептиконів, і готова заради цього на будь-які жертви (в тому числі і людські). Спочатку не дуже поважала Бамблбі, але потім її оцінка про нього змінилася на вельми протилежну. Покинувши, після бою з Зіззою, Землю, вона тим не менше повернулася і, після фінального бою з Меґатронусом, стала частиною команди Бамблбі. Після подій «Острова Десептиконів» повернулася на Кібертрон. Альт-форма — літак, в цьому режимі озброєна 2-ма кулеметами. У режимі робота озброєна 2-ма світловими мечами, також з турбін може випускати потужні ударні хвилі. (Подобається Сайдсвайпу).

- Ретчет — Ветеран-медик Автоботів, служив в Команді Прайм. Старий друг Бамблбі і Оптімуса Прайма. Був посланий новою Вищою Радою Кібертрона вистежувати і ловити військових злочинців, де і зустрівся з Бамблбі і його командою. Має помічника-мінікона по імені Андертоун. Трансформується в машину швидкої допомоги. Після битви повернувся на Кібертрон.

- Джаз — Старий друг Бамблбі, посланий Вищою Радою на Землю, щоб розвідати події, пов'язані з крахом «Алкемора». Джаз — досвідчений боєць, фахівець в області імпровізації. У бою він серйозний, але поза боєм ніколи не упускає можливості покрасуватися. Трансформується в автомобіль, в режимі робота може генерувати потужні акустичні хвилі.

- Тулбокс — Мінікон, доглядач тюремного корабля «Алкемор», який потрапив на Землю.

- Синч — Мінікон, доглядач тюремного корабля «Алкемор», який потрапив на Землю.

- РафЕдж — автобот, який таємно під командуванням Старскріма. Його модель змінена версія моделі персонажів Музею гвардії Кібертрона.

### Десептикони
- Меґатронус — Один з перших Тринадцяти Праймів, створених на зорі часів Праймусом. Меґатронус зрадив своїх побратимів (найбільш знаний тим, що вбив Солус Прайм ) і був відправлений у вигнання в паралельний вимір. Саме з його вини зазнав аварії «Алкемор». Уклав угоду з Стілджо: Стілджо звільняє Меґатронуса, а той в свою чергу допомагає десептиконам захопити Землю. Однак свою частину угоди колишній Прайм відмовляється виконувати. Замість цього він розкриває свій зловісний план: за допомогою особливого пристрою Меґатронус планує об'єднати Анти-Іскру Юнікрона і Велику Іскру, що згодом знищить і Кібертрон, і Землю. Тільки об'єднана атака автоботів змогла перемогти Меґатронуса.

- Старскрім — Колишній заступник Меґатрона, якого всі вважали мертвим. Однак йому вдалося вбити предаконів Даркстіла і Скайлінкса і вижити. З'являється в пошуках мініконів, Знаходить темний зоряний меч Меґатрона. Дізнаючись, що Бамблбі на землі, бере його у полон. Коли об'єднав Вейпеназерів міні-конів отримав могутню силу, але Оптімус Прайм і команда Бамблбі змогли перемогти Старскріма, внаслідок чого він упав у кому і полетів з Оптімусом у космос.

- Шейдлок — Десептиконів під командуванням Старскрім, модель є модифікованою версією моделі Вехікона.

- Рейзоргорн — Інсектікон під командуванням Старскріма.

- Саундвейв — Десептикон-ветеран із загону Меґатрона. Висококваліфікований розвідник і зв'язківець. Пізніше був закритий у вимірі «Зона Тінів», але зумів звідти втекти. Надзвичайно небезпечний в бою, особливо якщо враховувати, що має міні-кона, на ім'я Лейзербік. Автоботам з великими труднощами вдалося його здолати і навіть повернути назад в «Зону Тіні». Трансформується в БПЛА MQ-9 «Жнець».

### Скавенджери
- Клемптрап — лідер Скавенджерів.

- Паралон — це десептикон Скавенджер, скорпіоноподібний, але з фіолетовими гамами, і голови форми засновані від Beast Wars Скорпонок. Він буде робити що завгодно, щоб отримати репутацію. Паралон був виявлений Командою Бамблбі в той час як вони були на першій базі Команди Прайм.

- Скайтерспайк — це десептикон Скавенджер. Зовні нагадує їжатця, Скайтерспайк був виявлення Стронґарм и Фікситом.

- Термідор — Пірат, десептикон Скавенджер, лобстероподібний десептикон. Він був перший власник зорельота Скавенджерів, перш ніж його забрав Клемптрап, Термідор був виявлений Ґрімлоком.

### Команда Стілджо
- Стілджо — вовкоподібний десептикон, спраглий зробити землю новим будинком для десептиконів. Для досягнення своєї мети він зібрав свою власну команду. Стілджо дуже сильний противник, також він дуже розумний і хитрий. Трансформується в автомобіль-позашляховик.
- Оверлоуд — В минулому був шпигуном, і в цій справі він досяг неабиякого успіху, завдяки своїм акторським талантам. Оверлоуд любить кидатися різними фразами, однак сильний він не тільки на словах, і якщо про це забути, то він може запросто цим скористатись. Оверлоуд дуже сильний, проте так само, незважаючи на свої габарити, дуже моторний. Альт-форма танк, в режимі робота озброєний двома гарматами на плечах.
- Клемпдаун — Десептикон, що нагадує краба. Спочатку не особливо ладнав з Сандерхуфом, оскільки того ув'язнили на «Алкеморі» саме з вини Клемпдауна. Незважаючи на скромні розміри, Клемпдаун НЕ боягузливий, але воліє відступати перед переважаючими силами противника. Володіє чіпкими клешнями, також здатний пересуватися по стінах і стелі. Трансформується в автомобіль.
- Фракшер — Як і Дріфт, «мисливець за головами». Фракшер безчесний, підступний і дуже підлий. Так само, як і Дріфт, має двох помічників-мініконів: Ейрейзора і Дайвбомба, які в неактивному стані кріпляться у нього на плечах. Трансформується в мотоцикл.
- Сандерхуф — На Кібертроні був кримінальним босом. Зовні нагадує лося. Ударом рогів здатний збити з ніг майже будь-якого трансформера, а ударом ніг по землі здатний створювати потужні сейсмічні хвилі. Має альт-форму трактора. На Кібертроні на нього працювали Скоул, Сільверхаунд і Клемпдаун.
- Спрінґлоуд — жабоподібний десептикон. Дослідник, бажає знайти стародавнє кібертронске місто Дорадус, при цьому його бажання вже швидше за все переросло в манію, та так, що часом він буває явно не в собі (Про що свідчить той факт, що він намагається знайти кібертронске місто на землі). Трансформується в автомобіль-пікап.
- Ґраундпаундер — Нагадує горилу. Найбільший Каонский гладіатор (принаймні після Меґатрона), що втратив цей титул через шахрайства (і подальшого розгрому цілого міста). Володіє величезною фізичною силою. Трансформується в екскаватор.
- Андербайт — Десептикон-чомпазоїд (зовні нагадує бульдогоподібного монстра). Може споживати будь-які форми металу, за рахунок чого зростає його фізична сила. Трансформується в кібертронский бронеавтомобіль.

### Команда Ґлоустрайк
- Ґлоустрайк — Займає місце тимчасового командувача разом з Сайбергорном. Після того, як Стілжо був призначений лідером десептиконів, стала його заступником. Альт-форма — жук.

- Скорпонок — Лідер острова десептиконів на чолі з Ґлоустрайк. Трансформуєтся в скорпіона, на Кібертроні був грабіжником.

- Сайбергорн — був піратом на Кібертроні, після того став одним з 3 лідерів команди. Трансформується в жука-носорога, в режимі жука вміє літати, озброєний двома шпагами.

- Біск — Лобстероподібний десептикон. За характером «трохи» ненормальний. Альт-форма — автомобіль. З рота може випускати потужні акустичні хвилі, має мініконів на ім'я Гаммер і Енвіл.

- Квіллфаєр — Десептикон-рецидивіст, який мріє підняти революцію проти автоботів. Зовні нагадує їжатця, свої колючки Квіллфаєр може метати подібно до стріл, причому кожна колючка містить потужний кібер-токсин, чия дія у внутрішніх системах автоботів непередбачувана (Бамблбі, після поранення колючками Квіллфаєра, впав у дитинство). Має мініконов Бека і Форту. Трансформується у позашляховик.

- Кікбек — Десептикон-підлабузник, що нагадує коника, на вигляд здається досить крихким і слабким, що зовсім не так. Трансформується в драгстер.

### Інші Десептикони
- Гаммерстрайк — Шарктикон, за його твердженням «найвідоміший пірат Кібертрона». Альт-форма — міні-субмарина.

- Чопшоп — на його рахунку багато різних злочинів (за твердженням Фіксіта: у нього список злочинів такий же довгий, як борода Альфа Тріона ). Він — гештальт, який розкладається на 5-х павуків, що б'ють електрошоком.

- Террашок — Десептикон-буйволоїд, на Кібертроні виконував доручення деякого Контрейла. Террашок надзвичайно тупий (макети буйволів в музеї приймає за схожих на нього трансформерів). Коли він біжить, його майже неможливо зупинити. Трансформується в вантажівку.

- Філч — страждає клептоманією — краде все, що погано лежить, особливо блискучі речі. Вона корвікон — трансформується в величезного механічного крука

- Мінітрон — Мініатюрний кібер кліщ. Через свій крихітний розмір здається зовсім нешкідливим, але це враження оманливе — він здатний контролювати будь-якого робота до якого під'єднається. Його альт-форма не була показана.

- Пед — Десептикон, нагадує мурашиного лева. Страждає від комплексу меншовартості і, опинившись на Землі, викрадає енергон, що залишився після краху «Алкемора», щоб підпорядкувати собі інших десептиконів. Може пересуватися під землею і плюватися електричними розрядами. Альт-форма — вантажівка з трейлером.

- Малодор — Сканктікон. Спіймали разом з ще 3-ма підлеглими-сканктіконами. Після падіння «Алкемора» вся четвірка тікала. Сканктікони мають хвости, з якого розбризкують речовина, що виводить з ладу органи чуття ураженого трансформера, але за своєю природою повільні. Їх альт-форми не були показані, але за зовнішнім виглядом можна припустити, що вони всі трансформуються в автомобілі.

- Найтстрайк — Десептикон-кажан, може за допомогою своїх звукових атак занурювати супротивників в транс, в стані якого жертвам ввижаються їх найбільші страхи. Його альт-форма не була показана.

- Вертебрейк — Змієподібний робот. Божевільний вчений, що володіє величезними знаннями про будову трансформерів, та такими, що він здатний прикріпити свою голову до іншого тіла (як він вчинив з Сайдсвайпом). Трансформується в поїзд.

- Октопанч — Зовні нагадує восьминога. Займався тим, що розоряв кібертронскі космічні кораблі. Володіє чіпкими щупальцями, за допомогою яких він також може вловлювати сигнали супротивників, що наближаються до нього. Трансформується в міні-субмарину.

- Гедлок — Напарник Ґраундпаундера. Досить малий, що допомагає йому бути непомітним, щоб виводити з ладу системи противника. Для цього він використовує вбудований в палець електрошокер. Трансформується в навантажувач.

- Скоул — Десептикон-дінобот, нагадує анкилозавра. На Кібертроні, до свого ув'язнення, працював на Сандерхуфа. Скоул оснащений міцним панциром, а на кінці його хвоста є молот, який Скоул може використовувати і в формі робота.

- Зізза — Десептикон-бджола, намагалася захопити світ за допомогою свого токсину. Трансформується в бджолу. Не виносить холод, як і земні бджоли.

- Псевдо — Десептикон-шифтер: має здатність приймати зовнішність будь-якого робота або транспорту. Його власна альт-форма не була показана.

- Поларкло — десептикон, схожий на полярного ведмедя. На Кібертрон був кримінальним босом. Володіє хорошим зором, також впадає в сплячку, трансформується в автомобіль-всюдихід.

- Крейзіболт — на Кібертроні крейзіболт був гонщиком, але був незадоволений їздою з обмеженням швидкості, після чого зруйнував місто, за що його зловили і помістили на Алкемор. Схожий на лева. Трансформується в гоночний автомобіль. Має мінікона-торпеду по імені Слайсдайс, якого може випускати в робоформі. На Землі Крейзіболт і Слайсдайс палили дороги і дерева, поки на них не напали автоботи. Але їм вдалося втекти, після чого вони зустрічалися біля кінотеатру зі Скорпонком і чекали Стілджо, але через те, що Стілджо їх підставив, Крейзіболта упіймали й посадили в стазисну капсулу.

- Рейзорпо — десептикон, нагадує пуму. Трансформується в легковий автомобіль. Може викачувати енергон у жертви як вампір, обзавівся двома помічниками міні-конами, чиї імена Свелтер і Ґлейшіус.

- Сімакор — вчений, має двох мініконов Аксіома і Теорема, зовні схожий на орангутанга. Трансформується в автомобіль-танк.

- Сілвергаунд — десептикон-буйвалоїд з пошкодженим аудіорецептором, в режимі робота нагадує собаку, трансформується в кібертронську вантажівку, як і Террашок.

- Стокейд — десептикон, досвідчений генерал з армією мініконов. Ніколи не зазнавав поразок, крім одного випадку. Намагався здійснити економічний переворот на Кібертроні, але не зумів. Намагався захопити таємну базу Віндблейд з масою зброї, але Команда Висаджування, на чолі з Оптімусом, змогла його перемогти.

### Предакони
- Даркстіл — був вирощений у лабораторії Шоквейва після закінчення війни. Після битви проти терорпредаконів полетів з Предакінґом і Скайлінксом за Старскрімом до Даркмаунта. Там і помер від потужного удара лазерної гармати у лабораторії зі своїм братом близнюком Скайлінксом.
- Скайлінкс — був вирощений у лабораторії Шоквейва після закінчення війни. Після битви проти терорпредаконів полетів з Предакінґом і Даркстілом за Старскрімом до Даркмаунта. Там і помер від потужного удару лазерної гармати у лабораторії зі своїм братом близнюком Даркстілом.

### Інші
- Меґатрон — згадувався у багатьох епізодах серіалу, також Старскрім хотів помститися йому за те що він покинув десептиконів у скрутну годину.
- Юнікрон — згадувався у останній серії 1 сезону, де Меґатронус Прайм хотів об'єднати залишки його Анти-Іскри у Землі і прикликати велику іскру з Кібертрона.
- Мікронус Прайм — Один з перших Тринадцяти Праймів, створених на зорі часів Праймусом. Проводив навчання Оптімуса Прайма в «Вимірі Прайм».

- Вектор Прайм — Один з перших Тринадцяти Праймів, створених на зорі часів Праймусом. Відав частинку своєї іскри з іншими Праймами Оптімусові для битви проти Меґатронуса.
- Солус Прайм — Одна з перших Тринадцяти Праймів, створена на зорі часів Праймусом. Вбита Меґатронусом. Згадувалася у багатьох серіях.

### Люди
- Рассел Клей —
- Денні Клей —
- Генк — подружка Рассела Клея, тажок напарник по футболу.

## Серії
| Сезон | Сезон | Кількість серій | Показ           | Показ            | Показ          | Показ          |
| Сезон | Сезон | Кількість серій | В США           | В США            | В Україні      | В Україні      |
| Сезон | Сезон | Кількість серій | Прем'єра        | Фінал            | Прем'єра       | Фінал          |
| ----- | ----- | --------------- | --------------- | ---------------- | -------------- | -------------- |
|       | 1     | 26              | 14 березня 2015 | 12 вересня 2015  | 15 травня 2015 | 7 грудня 2015  |
|       | 2     | 19              | 20 лютого 2016  | 3 грудня 2016    | 19 травня 2016 | 15 грудня 2016 |
|       | 3     | 26              | 29 квітня 2017  | 4 листопада 2017 | 30 жовтня 2017 | 4 грудня 2017  |

### Сезон 1 (2015)
| Номер | Українська назва               | Оригінальна назва                | Режисер        | Автор сценарій                | Прем'єра в Україні |
| --- | ------------------------------ | -------------------------------- | -------------- | ----------------------------- | ------------------ |
| 1 | «Пілот. Частина 1»             | Pilot, Part 1                    | Девід Хартман  | Адам Бічен і Дуейн Капіцці    | 15 травня 2015     |
| Допомагаючи Стронґарм затримати Сайдсвайпа, Бамблбі бачить видіння від Оптімуса Прайма, який просить того повернутися на Землю. Прайм каже, що тюремний корабель Десептиконів "Алкемор" розбився на Землі і бранці (близько 200 Десептиконів) втекли. Після того, як Автоботи використали Космічний міст, щоб прибути на Землю, вони виявили десептикона Андербайта. Зав'язався бій, але Андербайт втік. Дебют: Бамблбі, Стронґарм, Сайдсвайп, Оптімус Прайм, Фіксит, Андербайт, Ґрімлок, Денні Клей і Рассел Клей. |                                |                                  |                |                               |                    |
| 2 | «Пілот. Частина 2»             | Pilot, Part 2                    | Девід Хартман  | Адам Бічен і Дуейн Капіцці    | 18 травня 2015     |
| У Загін Бамблбі вступають міні-кон Фіксит і колишній Десептикон Ґрімлок; друзями і союзниками Автоботів стають люди — Денні і Рассел Клей. Всі разом вони спробують зупинити Андербайта, який зібрався "з'їсти" Краун Сіті. |                                |                                  |                |                               |                    |
| 3 | «Командна Робота»              | Trust Exercises                  | Скутер Тидвілл | Адам Бічен і Марша Гріффін    | 19 травня 2015     |
| Бамблбі допомагає Ґрімлоку влитися в колектив і вчить його командній роботі. У цей час пірат-Шарктикон Гаммерстрайк нападає на нафтовий танкер. Навички роботи в команді повинні допомогти Бамблбі і Ґрімлоку здолати противника. Паралельно з цим решта Загону стикається з десептиконом Стілджо, який хоче поневолити землян. Дебют: Гаммерстрайк і Стілджо. |                                |                                  |                |                               |                    |
| 4 | «Більше, ніж здається»         | More Than Meets the Eye          | Винтон Хік     | Ніколя Дубук і Стівен Мілчинг | 20 травня 2015     |
| Рассел безуспішно намагається стати гравцем місцевої футбольної команди, і Фіксит придумує для хлопчика план, але в цей час відбувається напад десептикона Чоп Шопа, який планує побудувати космічний корабель, щоб полетіти з Землі. Дебют: Генк, Батч, Біск і Чоп Шоп. |                                |                                  |                |                               |                    |
| 5 | «Бути Лідером»                 | W.W.O.D.?                        | Тодд Ватерман  | Гай Тобс                      | 21 травня 2015     |
| Бамблбі намагається стати справжнім лідером Загону, в той час як інші члени команди шукають десептиконів Террашока, чию стазисну-капсулу виявили люди. Дебют: Террашок. |                                |                                  |                |                               |                    |
| 6 | «Наказ Каспіґо»                | As the Kospego Commands!         | Скутер Тідвелл | Михаель Райан                 | 22 травня 2015     |
| Бамблбі і Сайдсвайп розшукують десептикона Сандерхуфа, який, використовує працю людей, для побудування Космічного міста на Кібертрон. Дебют: Арнольд, Мортон і Сандерхуф. |                                |                                  |                |                               |                    |
| 7 | «Колекціонери»                 | Collect 'Em All                  | Винтон Хек     | Стівен Мелчинг                | 25 травня 2015     |
| У той час, як Денні і Рассел чекають приходу на звалище колекціонера Ларрі Ля Рю, Загін переслідує десептикона Філч, який краде все, що блищить. Дебют: Ларрі Ля Рю і Філч. |                                |                                  |                |                               |                    |
| 8 | «Справжні кольори»             | True Colors                      | Тодд Ватерман  | Маргарет Скотт                | 26 травня 2015     |
| Коли Ґрімлок атакує членів Загону, Бамблбі починає сумніватися у вірності Динобота. Але Фіксит з'ясовує, що розум Ґрімлока контролює міні-кон Мінітрон, який працює на Стілджо. Його мета — стазисна-капсула з Андербайтом. Дебют: Мінітрон. |                                |                                  |                |                               |                    |
| 9 | «Один в полі не воїн»          | Rumble in the Jungle             | Скутер Тідвелл | Ден Стефан                    | 26 травня 2015     |
| У той час, як перша самостійна місія Стронґарм в Південній Америці з пошуку десептикона Спрінґлоуда затьмарена надмірною опікою з боку Бамблбі, Денні і Фіксит змагаються за першість на звалищі. Дебют: Спрінґлоуд. |                                |                                  |                |                               |                    |
| 10 | «Ворог під землею»             | Can You Dig It?                  | Винтон Хік     | Стен Біркович                 | 27 травня 2015     |
| На Землю прилітає ветеран Війни - Автобот Джаз. Він допомагає Загону в затриманні десептикона Педа, який влаштувався в метро Краун Сіті і займається продажем Енергона. Дебют: Пед і Джаз. |                                |                                  |                |                               |                    |
| 11 | «Вистежити Бамблбі!»           | Adventures in Bumblebee-Sitting! | Тодд Ватерман  | Михаель Райан                 | 28 травня 2015     |
| Під час погоні за десептиконом Квіллфаєром Бамблбі піддається впливу одного з токсичних шипів Квіллфайера, що впливає на його внутрішній вік. Тепер Загону одночасно доведеться ловити Квіллфайера і стежити за Бамблбі. Дебют: Квіллфаєр. |                                |                                  |                |                               |                    |
| 12 | «Сезон мисливства»             | Hunting Season                   | Скутер Тидвелл | Девід МакДермотт              | 29 травня 2015     |
| Коли "мисливець за головами" Автобот Дріфт, його міні-кони, Джетсторм і Сліпстрім, ще один "мисливець за головами" Десептикон Фракшер і його міні-кони, Ейрейзор і Дайвбомб, прибувають на Землю, Бамблбі розуміє, що вони прилетіли за ним. Дріфт і Бамблбі зберігають короткий альянс, поки є мішенями Фракшера. Дебют: Дріфт, Джетсторм, Сліпстрім, Фракшер, Ейрейзор і Дайвбомб. |                                |                                  |                |                               |                    |
| 13 | «Як в тумані»                  | Out of Focus                     | Вінтон Хек     | Адам Біченов                  | 1 червня 2015      |
| Загін Бамблбі намагається зловити групу Десептиконів-Сканктіконів на чолі з Малодором. Тим часом, в "вимірі Прайм", Оптімус проходить навчання, щоб битися з Великим Злом, яке загрожує Землі і Кібертрону. Дебют: Малодор, Сканктікони і Мікронус Прайм. |                                |                                  |                |                               |                    |
| 14 | «Манівцями»                    | Sideways                         | Френк Марино   | Стівен Мелчінг                | 19 листопада 2015  |
| Загін стикається з крабоподобнім десептиконом Клемпдауном, який ненавмисно приводить Автоботів до Стілджо, який включив в свою команду Андербайта, Сандерхуфа і Фракшера. Починається битва. Дебют: Клемпдаун. |                                |                                  |                |                               |                    |
| 15 | «Навіть роботам буває страшно» | Even Robots Have Nightmares      | Вінтон Хек     | Джон Лой19 листопада 2015     | 20 листопада 2015  |
| Загін і Денні потрапили в пастку десептикона Найтстрайк в печері на околиці Краун Сіті. Десептикон утримує полонених завдяки ультразвуку. Тепер Рассел, охоплений панікою, повинен врятувати своїх друзів. Дебют: Найтстрайк. |                                |                                  |                |                               |                    |
| 16 | «Не в своєму тілі»             | Some Body, Any Body              | Тодд Ватерман  | Маргарет Скотт                | 23 листопада 2015  |
| Після того, як Сайдсвайп був викрадений божевільним ученим-десептиконом Вертебрейком в метро Краун Сіті, Десептикон трансплантував свою голову в тіло Сайдсвайпа. У той час, як інші члени Загону повинні знайти Вертебрейка, щоб повернути Сайдсвайпу його тіло, молодий Автобот повинен засвоїти, що він не завжди може розраховувати на свої швидкість і спритність. Дебют: Вертебрейк. |                                |                                  |                |                               |                    |
| 17 | «Зниклий Міні-Кон»             | One of Our Mini-Cons Is Missing  | Скутер Тідвелл | Зак Аткінсон                  | 24 листопада 2015  |
| Дріфт повертається на Землю в пошуках свого міні-кона Джетсторма, який залишив Майстра. У той же час, Загін Бамблбі стикається зі Спрінґлоудом і Квіллфаєром, які вирвалися з стазисних-капсул. Десептикони крадуть з військової бази експериментальний танк. Автоботів чекає важкий бій. |                                |                                  |                |                               |                    |
| 18 | «Підводні неприємності»        | Deep Trouble                     | Френк Марино   | Хуві Ніколл                   | 25 листопада 2015  |
| Не знаючи, що Ґрімлок приховує важку травму, Бамблбі веде Загін в океан, щоб зловити втікача десептикона Октопанча, який збирається покинути Землю на кораблі. Дебют: Октопанч. |                                |                                  |                |                               |                    |
| 19 | «Чемпіон»                      | The Champ                        | Вінтон Хек     | Стівен Мелчінг                | 26 листопада 2015  |
| Колишній гладіатор Кібертрона Ґраундпаундер бере участь в телевізійному шоу вантажівок. Надія тільки на Ґрімлока, який повинен перемогти десептикона і його підступного тренера Гедлока. Дебют: Ґраундпаундер, Гедлок, Касею і Фарнум. |                                |                                  |                |                               |                    |
| 20 | «Темна сторона Фіксита»        | The Trouble with Fixit           | Тодд Ватерман  | Алекс Ірвін                   | 27 листопада 2015  |
| Фіксит функціонує все гірше і гірше. Денні намагається відремонтувати міні-кона, але замість цього активує Програму "Тюрма". Фіксит приймає Загін за Десептиконів і намагається затримати Автоботів. В цей же час, один з павуків-частин Чопшопа робить успішну спробу звільнити Чопшопа, створюючи для Загону додаткові проблеми. |                                |                                  |                |                               |                    |
| 21 | «Захоплення»                   | Lockout                          | Скутер Тідвелл | Гай Табс                      | 31 листопада 2015  |
| Група Стілджо проникає на звалище, звільняє Десептиконів з стазисних-капсул і створює навколо бази силове поле, через яке не можуть пройти Автоботи. Загону Бамблбі потрібно проявити хитрість і кмітливість, щоб відновити контроль над базою. Дебют: Кікбек і Меґатронус. |                                |                                  |                |                               |                    |
| 22 | «Такі різні Диноботи»          | Similarly Different              | Френк Марино   | Дерек Дресслер                | 1 грудня 2015      |
| Ґрімлок знаходить на Землі іншого Динобота — Скоула, з яким дружив на Кібертроні. Ґрімлок допомагає Скоулові втекти, але дуже скоро шкодує про це. Загін Бамблбі повинен будь-що-будь зупинити Скоула. Тим часом, на звалищі Денні переробляє будинок на колесах для Рассела, але хлопчик боїться, що батько зробить все по-своєму. Дебют: Скоул. |                                |                                  |                |                               |                    |
| 23 | «Віндблейд»                    | The Buzz on Windblade            | Тодд Ватерман  | Маргарет Скотт                | 2 грудня 2015      |
| Сайдсвайп знаходить на Землі ще одного Автобота — Віндблейд, яка має здібності, отримані від Самого Праймуса. Віндблейд об'єднується з Загоном, щоб здолати десептикона-бджолу Зіззу, в планах у якої — поширити по Землі токсин з гіпнотичним ефектом. Дебют: Віндблейд, клон Рейзорпо, Зізза |                                |                                  |                |                               |                    |
| 24 | «Ознаки і самозванці»          | Ghosts and Impostors             | Скутер Тідвелл | Джон Лой                      | 3 грудня 2015      |
| Бамблбі вирішує показати Загону красу Землі і бере їх в покинуте місто Едмонд Віль, де їх чекає Десептикон Псевдо, який змінює свій вигляд. Автоботи повинні знайти Псевдо якомога швидше. Інакше буде занадто пізно. Дебют: Псевдо. |                                |                                  |                |                               |                    |
| 25 | «Поле бою. Частина 1»          | Battlegrounds, Part 1            | Френк Марино   | Девід МакДермотт              | 4 грудня 2015      |
| Стілджо захопив в полон Стронґарм, Сайдсвайпа і Віндблейд. У світлі прийдешньої небезпеки для Землі Прайми вирішили відправити туди Оптімуса, хоча його навчання не було завершено. Загін Бамблбі повинен запобігти телепортацію Великого Зла на Землю, інакше буде пізно. |                                |                                  |                |                               |                    |
| 26 | «Поля бою. Частина 2»          | Battlegrounds, Part 2            | Вінтон Хек     | Адам Біченов                  | 7 грудня 2015      |
| Меґатронус, Перший Десептикон, повернувся з небуття і готовий знищити Землю і Кібертрон. Оптімус Прайм повернувся на Землю з Виміру Праймів. Загін автоботів повинен використати всі свої навички та вміння, щоб врятувати обидва світу від знищення. |                                |                                  |                |                               |                    |

### Сезон 2 (2016)
| Номер | Українська назва                 | Оригінальна назва         | Режисер        | Автор сценарій   | Прем'єра в Україні |
| --- | -------------------------------- | ------------------------- | -------------- | ---------------- | ------------------ |
| 1—27 | «Перезавантаження. Частина 1»    | Overloaded, Part 1        | Скутер Тідвелл | Адам Бічен       | 25 липня 2016      |
| Оптімус ослаблений після того, як Мікронус позбавляє його Сили Праймів. Незважаючи на стурбованість частини Загону, Оптімус наполягає на тому, що він як і раніше боєздатний. Сигнал десептиконів Поларкло з'являється в Заполяр'ї, і Бамблбі вирішує розділити Загін: Оптімус, Дрифт, Сліпстрім і Джетсторм, Віндблейд і Сайдсвайп ( "Команда висадки") вирушають до Заполяр'я, а Бамблбі, Стронґарм, Ґрімлок, Фіксит, Денні і Рассел залишаються в Краун Сіті. Незабаром "Команда Бази" потрапляє в засідку старого десептикона Оверлоуда, який мріє помститися Оптімусу Прайму. Таким чином, Автоботи повинні впоратися з глобальною загрозою і ослабленим Оптімусом. Дебют: Оверлоуд і Поларкло. |                                  |                           |                |                  |                    |
| 2—28 | «Перезавантаження. Частина 2»    | Overloaded, Part 2        | Френк Марино   | Адам Бічен       | 26 липня 2016      |
| Бамблбі продовжує переслідувати Оверлоуда разом зі Стронґарм і Ґрімлоком; в той же час "Команда висадки" продовжує боротьбу проти Поларкло в Заполяр'ї. |                                  |                           |                |                  |                    |
| 3—29 | «Плавиться метал»                | Metal Meltdown            | Вінтон Хек     | Гай Табс         | 27 липня 2016      |
| Поки "Команда Бази" намагається затримати нового десептикона Сайбергорна, Стронґарм і Ґрімлок намагаються працювати разом. В цей же час Стілджо вступає в нову команду Десептиконів на чолі зі Скорпоноком і Ґлоустрайк. Дебют: Сайбергорн, Скорпонок і Ґлоустрайк. |                                  |                           |                |                  |                    |
| 4—30 | «Відсторонена»                   | Suspended                 | Тодд Ватерман  | Маргарет Скотт   | 28 липня 2016      |
| Після помилки на місії, Стронґарм усуває себе від служби. Паралельно з цим, Бамблбі і Ґрімлок ловлять двох швидкісних Десептиконів - Крейзіболта і Слайсдайса. Дебют: Крейзіболт і Слайсдайс. |                                  |                           |                |                  |                    |
| 5—31 | «Прикрий мене»                   | Cover Me                  | Скутер Тідвелл | Льон Вейн        | 29 липня 2016      |
| Занепокоєння Віндблейд про стан Оптімуса ставить "Команду висадки" в скрутне становище під час бою з десептиконом Рейзорпо і його міні-конамі, Свелтером і Ґласіусом, які керують температурою. Дебют: Рейзорпо, Свелтер і Ґласіус. |                                  |                           |                |                  |                    |
| 6—32 | «Сила інтелекту»                 | Brainpower                | Френк Марино   | Девід МакДермотт | 1 серпня 2016      |
| Ґрімлок намагається порозумнішати і поглинає інформацію з Сховища Даних. Але щось йде не так, і Динобот ставить команду в невигідне становище під час бою з ученим-десептиконом Сімакором і його міні-конами, Аксіомою і Теоремою. Дебют: Торпор, Сімакор, Аксиом і Теорем. |                                  |                           |                |                  |                    |
| 7—33 | «Дезорієнтація»                  | Misdirection              | Вінтон Хек     | Гай Табс         | 2 серпня 2016      |
| Команда отримує більше підказок про Острові Десептиконів, коли знаходить пораненого Стілджо біля входу на базу. Але це всього лише частина хитромудрого плану: Стілджо відкриває всі стазисні-капсули з Десептиконами і бере в полон Фіксіта, Денні і Рассела. А в цей час Бамблбі і Ґрімлок борються зі Скорпонок, його міні-конами, Бладгеном і Клаут, з Крейзіболтом і Слайсдайсом. Дебют: Бладген і Клаут. |                                  |                           |                |                  |                    |
| 8—34 | «Вихідний для Бамблбі»           | Bumblebee's Night Off     | Тодд Ватерман  | Маргарет Скотт   | 3 серпня 2016      |
| Після того, як Бамблбі вмовили піти на концерт його улюбленої рок-групи, він сподівається на хороший вечір за межами бази. Але коли Десептикон Біск і його міні-кони, Гаммер і Анвіл, "нападають" на стадіон, Бамблбі вступає в бій. Дебют: Анвіл і Гаммер. |                                  |                           |                |                  |                    |
| 9—35 | «На штрафмайданчику»             | Impounded                 | Скутер Тідвелл | Джонні Хартман   | 4 серпня 2016      |
| Після проколу на місії, Бамблбі забороняє Ґрімлоку брати участь в міських місія. Але допомога Ґрімлока знадобиться, адже в Краун Сіті повернувся Квіллфаєр з міні-конами - Беком і Фортом. Дебют: Сілвергаунд, Бек і Форт. |                                  |                           |                |                  |                    |
| 10—36 | «Портали»                        | Portals                   | Френк Марино   | Девід МакДермотт | 5 серпня 2016      |
| Спроба перезапуску Земної моста, якій переобладнав Фіксит, обертається катастрофою. Паралельно виникає ще один міст і створюється портал Зони Тіні. Через цей портал на Землю повертається Саундвейв, який відправляє туди Бамблбі. Дебют: Саундвейв і Лазербік. |                                  |                           |                |                  |                    |
| 11—37 | «Випускний іспит»                | Graduation Exercises      | Вінтон Хек     | Мартін Фішер     | 8 серпня 2016      |
| Сліпстрім і Джетсторм випадково наражають на небезпеку Дріфта при спробі довести, що вони можуть працювати ефективно і без Майстра. В цей же час "Команда Висаджування" піддається нападу з боку десептиконів Стокейда і армії його міні-конів. Дебют: Стокад, армія міні-конів Стокада. |                                  |                           |                |                  |                    |
| 12—38 | «Острів Десептиконів. Частина 1» | Decepticon Island, Part 1 | Тодд Ватерман  | Адам Бічен       | 9 серпня 2016      |
| Загін возз'єднується. На Землю повертається Автобот Ретчет з міні-ботом Андерстоуном. Загін знаходить штаб Десептиконів — "Острів Десептиконів". Дебют: Ретчет, Андерстоун і Тулбокс. |                                  |                           |                |                  |                    |
| 13—39 | «Острів Десептиконів. Частина 2» | Decepticon Island, Part 2 | Скутер Тідвелл | Адам Бічен       | 10 серпня 2016     |
| У міру того, як Загін просувається по "Острову", росте напруженість між Бамблбі й Оптімусом, яка може поставити під загрозу місію. |                                  |                           |                |                  |                    |
| 14—40 | «Урок Історії»                   | History Lessons           | Тодд Ватірман  | Адам Бічен       | 8 грудня 2016      |
| Приміщення старої бази Автоботів звертає увагу Загону на нового ворога. Дебют: Паралон і Базстрайк |                                  |                           |                |                  |                    |
| 15—41 | «Великий Рахунок Стронґарм»      | Strongarm’s Big Score     | Винтон Хек     | Девід МакДермотт | 9 грудня 2016      |
| Стронґарм зустрічає одного з Загону Скавенджерів. Дебют: Скаттерспайк, Клемтрап, Сотуз, Айроболт |                                  |                           |                |                  |                    |
| 16—42 | «Кранделик Логіки»               | Pretzel Logic             | Скутір Тидвілл | Вілл Фрідл       | 12 грудня 2016     |
| Поки Загін продовжує вести полювання на Десептиконів, Ґрімлок зустрічає нового союзника. Дебют: Термідор, Шейдлок, Тресешерот, Старскрім (голос) |                                  |                           |                |                  |                    |
| 17—43 | «Могутня Велика Проблема»        | Mighty Big Trouble        | Френк Марино   | Джонни Хартман   | 13 грудня 2016     |
| Скавенджери повертаються за Темним Зоряним Мечем, який хоче отримати Старскрім. Дебют: Старскрім, РафЕдж, Рейзоргорн, Віндстрайк, Бешбейкер, Ланселон. |                                  |                           |                |                  |                    |
| 18—44 | «Боживілля Міні-Конів»           | Mini-Con Madness          | Тодд Ватірман  | Адам Бічен       | 14 грудня 2016     |
| Старскрім бере уполон Бамлбі, Фіксита, Джетсторма, Сліпстріма. |                                  |                           |                |                  |                    |
| 19—45 | «Достойний»                      | Worthy                    | Тодд Ватірман  | Адам Бічен       | 15 грудня 2016     |
| Старскрім знаходить всіх міні-конів вейпеназерів, і отримає їхні сили. Оптімус Прайм, Айроболт і Команда Бамблбі повинні перемогти скавенджерів, мисливців за головами і Старскріма. |                                  |                           |                |                  |                    |